# Giuseppe Femia
Giuseppe Femia (Gerace Marina, 1º febbraio 1910 – Tiriolo, 16 maggio 1963) è stato un politico italiano.

## Biografia
Avvocato, nel 1952 aderisce al Partito Socialista Italiano. Alle elezioni politiche del 1953 è candidato alla Camera dei Deputati, risultando il primo dei non eletti a Reggio Calabria con circa 12.000 voti di preferenza. Nel 1956 viene eletto Consigliere comunale di Locri e Consigliere provinciale di Reggio Calabria. Nel 1962 viene insignito dell’Onorificenza di Cavaliere della Repubblica. 
Viene eletto al Senato nel 1963 nella Circoscrizione Calabria, morì prematuramente lo stesso giorno della sua proclamazione stroncato da un infarto; gli subentra a Palazzo Madama il collega Vincenzo Morabito.